# Pyrrhia stilla
Pyrrhia stilla är en fjärilsart som beskrevs av Augustus Radcliffe Grote 1879. Pyrrhia stilla ingår i släktet Pyrrhia och familjen nattflyn. Inga underarter finns listade.